# Noé (opéra)
Pour les articles homonymes, voir Noé.
Noé est un opéra du compositeur Fromental Halévy achevé par Georges Bizet sur un livret de Henri Vernoy de Saint-Georges, composé durant les années 1860 et 1870 et créé en 2004 à Compiegne. L'histoire reprend l'épisode de la Bible autour de l'Arche de Noé pendant le Déluge.

## Historique

### Genèse
Noé a initialement été commandé à Fromental Halévy, beau-père et mentor de Georges Bizet. Cependant, il le laisse inachevé car il meurt avant, en 1862. Il fait jurer à son gendre de le terminer. Georges Bizet met plus de dix années pour poursuivre l'écriture de l'ouvrage, qu'il ne termine pas entièrement non plus, puisqu'il meurt lui aussi, en 1875, avant d'avoir pu écrire le final et les ballets. Finalement, ce seront sa femme et un musicien qui achève la partition, en réutilisant des extraits d'autres œuvres de Georges Bizet.
Cependant, comme le manuscrit n'est jamais parvenu jusqu'à nous, il est très difficile de savoir qui a écrit quelle partie donc de déterminer précisément les apports de chacun. Il est néanmoins possible de reconnaître certaines parties selon le style de l'auteur : l'acte I reprend à certains moments des thèmes des Pêcheurs de perles de Georges Bizet, créé en 1863, ou encore un ballet qui reprend la musique de Djamileh, opéra en un acte du même compositeur, créé en 1872.
Le livret, écrit par Henri Vernoy de Saint-Georges, qui est plutôt fantaisiste, se détourne en grande partie du récit originel de l'épisode biblique du Déluge et de l'Arche de Noé. 

### Création
L'opéra n'est jamais joué sur scène depuis qu'il a été composé, hormis une version de concert traduite à Karlsruhe en Allemagne le 5 avril 1885.
Sa redécouverte s'effectue autour d'un projet monté en 2004 avec Théâtre impérial de Compiègne, à l'initiative de son directeur de l'époque, Pierre Jourdan ; Noé est finalement créé le 10 octobre 2004, sur les planches de cet opéra, sous la direction d'Emmanuel Calef, pour deux représentations. La mise en scène est assurée par le directeur de l'opéra, les décors par Jean-Pierre Capeyron, avec l'ensemble vocal Cori Spezzati et l'Orchestre Français Albéric Magnard.

## Description
Grand opéra en cinq actes, d'une durée d'environ deux heures et trente minutes.

### Rôles et distributions
| Rôle    | Voix    | Créateur                  |
| ------- | ------- | ------------------------- |
| Saraï   | soprano | Anne-Sophie Schmidt       |
| Noé     | basse   | Jean-Philippe Courtis     |
| Ituriel | ténor   | Philippe Do               |
| Cham    | baryton | Matthieu Lécroart         |
| Ebba    | soprano | Karen Vourc'h             |
| Sem     | ténor   | Mathias Vidal             |
| Japhet  | soprano | Céline Victores-Benavente |
| Eliacin | basse   | Paul Médioni              |

## Analyse
La multiplicité des auteurs de cet opéra rend ce dernier désuni tout au long de sa partition. Empruntant le style d'au moins trois contributeurs, Fromental Halévy, Georges Bizet et un musicien anonyme, l'ouvrage complet se rapproche davantage de l'opéra-comique que du grand opéra.

## Enregistrements
- Bizet, Halévy: Noé, Cascavelle, 2006, enregistré au Théâtre de Compiègne, DVD[4].